# 22153 Kathbarnhart
22153 Kathbarnhart è un asteroide della fascia principale. Scoperto nel 2000, presenta un'orbita caratterizzata da un semiasse maggiore pari a 2,5295947 UA e da un'eccentricità di 0,1143077, inclinata di 1,64507° rispetto all'eclittica.